# Deutschordensballei Lothringen

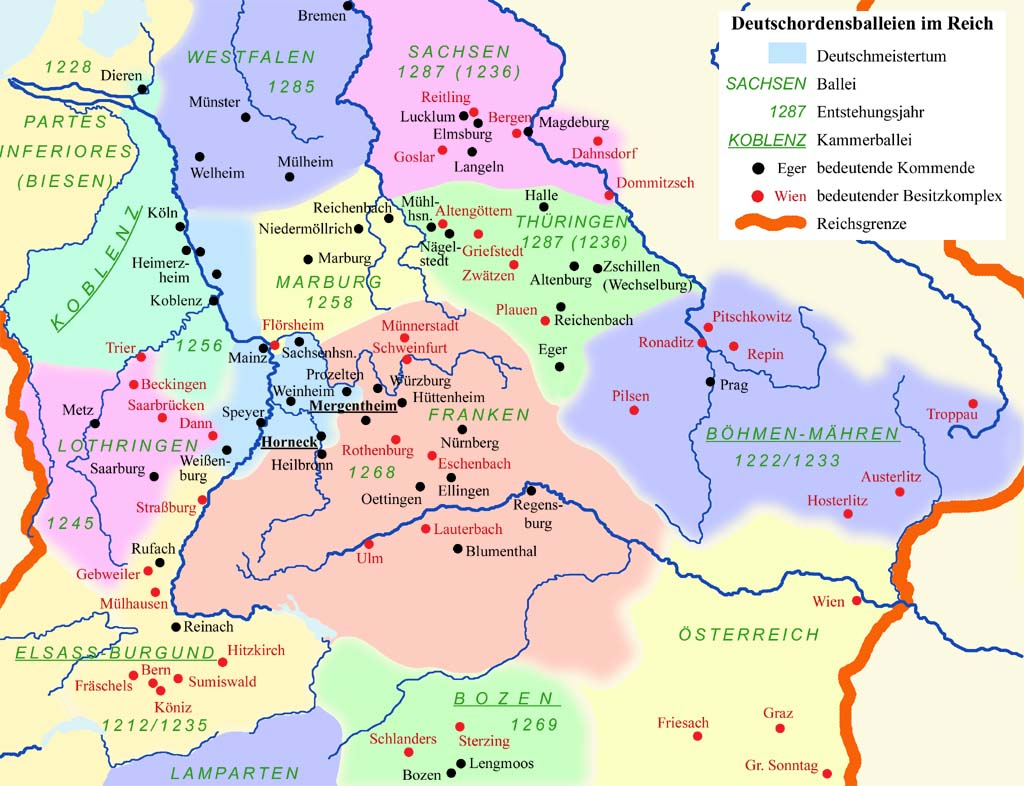
Die Ordensballeien im Reich

Die Ballei Lothringen des Deutschen Ordens hatte ihren Sitz in Trier. Hier finden wir erstmals 1245 einen Landkomtur.

## Geschichte
Die Entstehung der Ballei Lothringen wird für Anfang des 13. Jahrhunderts angenommen; erste urkundliche Spuren reichen in das Jahr 1227 zurück. Für 1242 ist erstmals die Landkommende Trier bezeugt, in der der Landkomtur als Leiter der Ballei seinen Sitz hatte. Im Jahr 1254 wurde hier die erste Kommendenkirche geweiht. Seit dem Ende des 13. Jahrhunderts verwaltete der Landkomtur der Ballei Lothringen zusätzlich die Ballei Frankreich.
Ab 1525 führten die Amts- und Lebensführung des Landkomturs Dietrich von Nassau zu Auseinandersetzungen innerhalb der relativ kleinen Ballei. Dem Landkomtur wurde die hohe Schuldenlast der Ballei vorgeworfen, die durch die von ihm zu verantwortende Misswirtschaft entstanden war, aber auch das offen gelebte Konkubinat. 1531 wurde er durch Walther von Crohnberg, den Hochmeister des Ordens, abgesetzt, konnte sich aber durch die Unterstützung, die er von kaiserlicher und päpstlicher Seite erhielt, bis zu seinem Tod im Jahr 1540 in mehr als der Hälfte der Kommenden seinen Einfluss erhalten. Dem vom Hochmeister eingesetzten Administrator gelang es lediglich, die Kommenden Dahn, Metz und Saarbrücken zu kontrollieren.
Mitte des 16. Jahrhunderts war die Kommende Trier die wirtschaftlich stärkste Niederlassung, aus der die Ballei ein Drittel der Einnahmen bezog. 1602 war die Ballei wirtschaftlich und personell so weit heruntergekommen, dass der Hochmeister einen Landkomtur aus einer anderen Ballei einsetzen musste. In Folge der Napoleonischen Kriege und der Abtretung des linken Rheinufers an Frankreich sowie der Abtretung des Ordensbesitzes an die Rheinbundstaaten ging die Ballei Lothringen, die zu Beginn des 19. Jahrhunderts nur noch drei Ordensritter und einen Priester zählte, unter.

## Kommenden der Ballei Lothringen
- Kommende Beckingen
- Da(h)n (Wüstung zwischen Offweiler und Zinsweiler)[2]
- Einsiedel (Einsiedlerhof)
- Luxemburg
- Kommende Metz
- Saarburg (Sarrebourg in Lothringen)
- Kommende St. Elisabeth, Saarbrücken
- Landkommende Trier

## Liste der Landkomture der Ballei Lothringen
- Eberhard (1245–1246)
- Conrad (1254–1264)
- Johann von Kawilre (1265–1281)
- Gerhard (1284–1285)
- Berthold (1287)
- Hermann von Veldenz (1290–1291)
- Gisbert (1293–1295)
- Karl von Trier (1295–1311)
- Jakob (1316–1321)
- Rudolf von Waisichenstein (1323–1327)
- Heinrich von Rinkenburg (1325–1353)
- Hartmann von Baldewiil (1355)
- Egidius de Brücke (1361–1363)
- Dietrich von Ulbisheim (1365)
- Wolf von Derenbach (1371–1383)
- Walter von Kaltental (1383)
- Konrad von Baldersheim (1392–1394)
- Conrad gen. Kuchenmeister (1394–1403)
- Gottfried Truchsess (1406–1408)
- Friedrich von Brenspach (1409–1420)
- Heinrich Stump von Aispach (1423–1429)
- Heinrich von Ulenbach (1432)
- Clais von Remich (1436–1461)
- Emmerich Schraiß von Ulversheim (1464–1475)
- Hans von Flersheim (1477–1489)
- Georg von Langeln (1491–1506)
- Otto Donner von Larheim (1506–1512)
- Dietrich von Nassau (1514–1531)
- Johann von der Fels (1531–1568)
- Gisbert Schenk von Schmittburg (1568–1576)
- Hans Jakob von Enschringen (1576–1580)
- Johann von Eltz (1580–1604, Abdankung)
- Johann Ferdinand von Törring (1604–1622, Absetzung)
- Philipp Arnold von Ahr (1623–1634)[3]
- Balduin von Eltz (1634–1636)
- Philip Bernhard von Lontzen gen. Roben (1636–1645)
- Lothar Braun von Schmidtburg (1646–1687)[4]
- Johann Heinrich von Metzenhausen (1687–1699, Absetzung)[5]
- Johann Philipp von und zum Steinkallenfels (1701–1752)[6]
- Johann Hermann Lothar von Zievel (1752–1762)[7]
- Casimir Friedrich Freiherr Boos von Waldeck und Montfort (1762–1781)[8]
- Joseph Leopold Zweyer von Evenbach (1781–1822)[9]